# Großsteingrab Tollerup 3
Das Großsteingrab Tollerup 3 war eine megalithische Grabanlage der jungsteinzeitlichen Nordgruppe der Trichterbecherkultur im Kirchspiel Melby in der dänischen Kommune Halsnæs. Es wurde im 19. oder frühen 20. Jahrhundert zerstört.

## Lage
Das Grab lag nördlich von Tollerup, wenige Meter südlich der Straße Markskellet in Hyllingebjerg auf einem Feld. In der näheren Umgebung gibt bzw. gab es mehrere weitere megalithische Grabanlagen.

## Forschungsgeschichte
Im Jahr 1887 führten Mitarbeiter des Dänischen Nationalmuseums eine Dokumentation der Fundstelle durch. Bei einer weiteren Dokumentation im Jahr 1942 waren keine baulichen Überreste mehr auszumachen.

## Beschreibung
Die Anlage besaß eine ostnordost-westsüdwestlich orientierte rechteckige Hügelschüttung mit einer Länge von etwa 10 m und einer Breite von 6,5 m. Der Hügel besaß eine steinerne Umfassung in Form eines Parallelogramms. 1887 waren noch vier Steine im Nordosten und fünf im Süden erhalten.
4 m vom ostnordöstlichen Ende des Hügels befand sich eine Grabkammer. Von ihr ist nur bekannt, dass sie 3,1 m lang war und einen Deckstein besaß. Der genaue Grabtyp lässt sich nicht sicher bestimmen.